# Senátní obvod č. 47 – Náchod
Senátní obvod č. 47 – Náchod je podle zákona č. 247/1995 Sb. tvořen částí okresu Náchod, ohraničenou na severu obcemi Heřmánkovice, Hejtmánkovice, Křinice, Police nad Metují, Žďár nad Metují a Česká Metuje, a severní částí okresu Hradec Králové, ohraničenou na jihu obcemi Hněvčeves, Benátky, Hořiněves, Sendražice, Lochenice, Skalice, Černilov, Divec, Blešno a Běleč nad Orlicí.
Současným senátorem je od roku 2018 Martin Červíček.

## Senátoři

Miloslav Müller
Petr Fejfar
Petr Pakosta
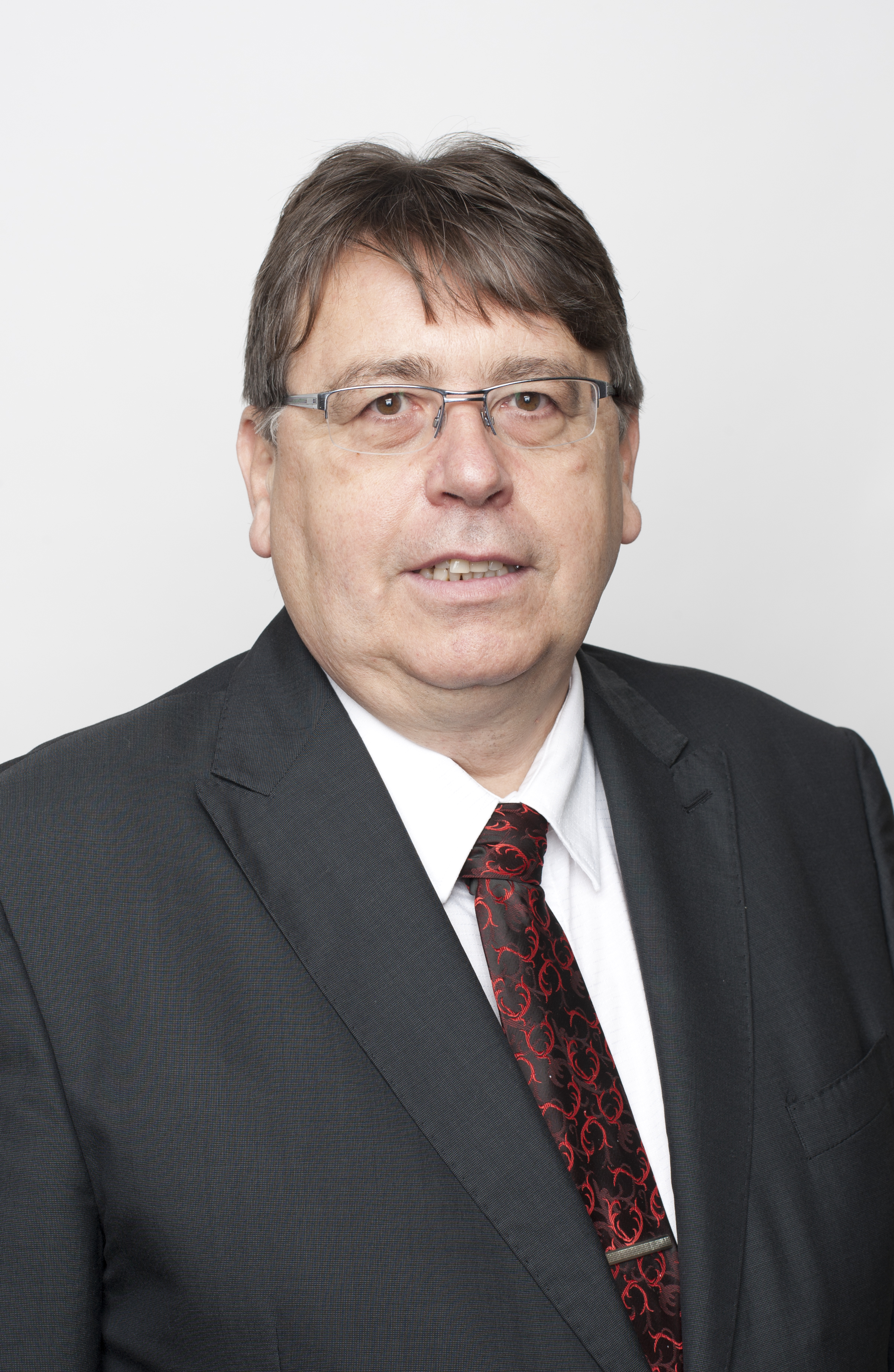
Lubomír Franc
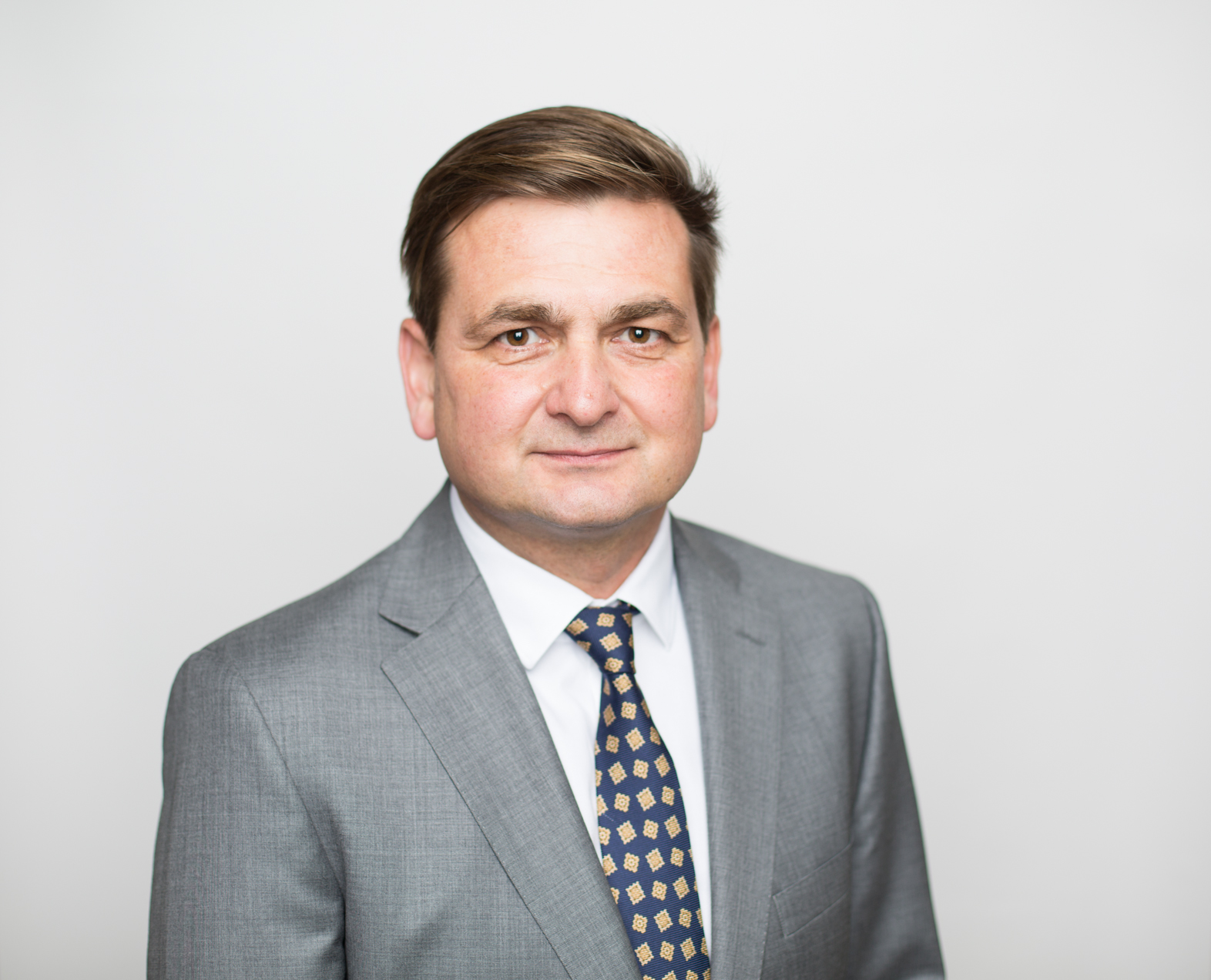
Martin Červíček

| Volby | Volby | Senátor                               | Volební strana | Navrhující strana | Politická příslušnost | Odkaz  |
| ----- | ----- | ------------------------------------- | -------------- | ----------------- | --------------------- | ------ |
|       | 1996  | Miloslav Müller                       | ODS            | ODS               | ODS                   | profil |
|       | 2000  | Petr Fejfar                           | 4KOALICE       | US                | US                    | profil |
|       | 2006  | Ing. Petr Pakosta                     | ODS            | ODS               | ODS                   | profil |
|       | 2012  | Bc. Lubomír Franc                     | ČSSD           | ČSSD              | ČSSD                  | profil |
|       | 2018  | brig. gen. v. v. Mgr. Martin Červíček | ODS            | ODS               | ODS                   | profil |
|       | 2024  | brig. gen. v. v. Mgr. Martin Červíček | ODS            | ODS               | ODS                   |        |

## Volby

### Rok 1996
| Kandidát              | Volební strana | Navrhující strana | Politická příslušnost | Počet hlasů (1. kolo) | %     | Počet hlasů (2. kolo) | %     |
| --------------------- | -------------- | ----------------- | --------------------- | --------------------- | ----- | --------------------- | ----- |
| Miloslav Müller       | ODS            | ODS               | ODS                   | 17 346                | 48,84 | 18 007                | 62,13 |
| Ing. Jiří Hanuš       | KDU-ČSL        | KDU-ČSL           | KDU-ČSL               | 6 143                 | 17,30 | 10 976                | 37,87 |
| Uršula Kluková        | ČSSD           | ČSSD              | BEZPP                 | 5 528                 | 15,56 | —                     | —     |
| Ing. František Meduna | KSČM           | KSČM              | KSČM                  | 3 644                 | 10,26 | —                     | —     |
| Jan Kačer             | ČSNS           | ČSNS              | ČSNS                  | 2 856                 | 8,04  | —                     | —     |

### Rok 2000
| Kandidát             | Volební strana | Navrhující strana | Politická příslušnost | Počet hlasů (1. kolo) | %     | Počet hlasů (2. kolo) | %     |
| -------------------- | -------------- | ----------------- | --------------------- | --------------------- | ----- | --------------------- | ----- |
| Petr Fejfar          | 4KOALICE       | US                | US                    | 11 409                | 35,50 | 12 495                | 62,37 |
| Miloslav Čermák      | ODS            | ODS               | BEZPP                 | 9 294                 | 28,92 | 7 537                 | 37,62 |
| JUDr. Richard Sacher | ČSSD           | ČSSD              | BEZPP                 | 6 977                 | 21,71 | —                     | —     |
| Miroslava Doležalová | KSČM           | KSČM              | KSČM                  | 3 854                 | 11,99 | —                     | —     |
| Ing. Eduard Katzer   | NDS            | NDS               | NDS                   | 600                   | 1,86  | —                     | —     |

### Rok 2006
| Kandidát           | Volební strana | Navrhující strana | Politická příslušnost | Počet hlasů (1. kolo) | %     | Počet hlasů (2. kolo) | %     |
| ------------------ | -------------- | ----------------- | --------------------- | --------------------- | ----- | --------------------- | ----- |
| Ing. Petr Pakosta  | ODS            | ODS               | ODS                   | 12 385                | 32,11 | 10 046                | 57,69 |
| Bc. Petr Fejfar    | US-DEU         | US-DEU            | US-DEU                | 5 377                 | 13,94 | 7 367                 | 42,30 |
| Ing. Karel Nývlt   | KDU-ČSL        | KDU-ČSL           | BEZPP                 | 5 099                 | 13,22 | —                     | —     |
| Ing. Jan Uhlíř     | ČSSD           | ČSSD              | BEZPP                 | 4 077                 | 10,57 | —                     | —     |
| František Rázl     | KSČM           | KSČM              | KSČM                  | 4 011                 | 10,40 | —                     | —     |
| Jan Regner         | SNK ED         | SNK ED            | SNK ED                | 3 679                 | 9,53  | —                     | —     |
| František Molík    | SZ             | SZ                | BEZPP                 | 2 202                 | 5,70  | —                     | —     |
| Josef Veselka      | ČP             | ČP                | BEZPP                 | 840                   | 2,17  | —                     | —     |
| Dušica Zimová      | NEZ            | NEZ               | NEZ                   | 790                   | 2,04  | —                     | —     |
| PhDr. Richard Knot | Koal_ČR        | NEI               | NEI                   | 104                   | 0,26  | —                     | —     |

### Rok 2012
| Kandidát                                  | Volební strana | Navrhující strana | Politická příslušnost | Počet hlasů (1. kolo) | %     | Počet hlasů (2. kolo) | %     |
| ----------------------------------------- | -------------- | ----------------- | --------------------- | --------------------- | ----- | --------------------- | ----- |
| Bc. Lubomír Franc                         | ČSSD           | ČSSD              | ČSSD                  | 5 444                 | 15,9  | 9 435                 | 61,82 |
| Mgr. Soňa Marková                         | KSČM           | KSČM              | KSČM                  | 5 650                 | 16,5  | 5 827                 | 38,17 |
| Ing. Petr Pakosta                         | NK             | NK                | BEZPP                 | 4 345                 | 12,69 | —                     | —     |
| Ing. Jiří Klepsa                          | SD-SN          | SD-SN             | BEZPP                 | 3 331                 | 9,73  | —                     | —     |
| Mgr. Zdeňka Horníková                     | ODS            | ODS               | ODS                   | 3 145                 | 9,18  | —                     | —     |
| Ing. Miroslav Štěpán, genmjr.v.v.         | KDU-ČSL        | KDU-ČSL           | BEZPP                 | 2 957                 | 8,63  | —                     | —     |
| Václava Domšová                           | ANO 2011       | ANO 2011          | BEZPP                 | 2 859                 | 8,35  | —                     | —     |
| Bc. Petr Fejfar                           | NK             | NK                | BEZPP                 | 2 532                 | 7,39  | —                     | —     |
| prof. RNDr. Bedřich Moldan, CSc., dr.h.c. | TOP 09, STAN   | TOP 09            | TOP 09                | 2 066                 | 6,03  | —                     | —     |
| Renata Hodovalová                         | Suverenita     | Suverenita        | BEZPP                 | 1 448                 | 4,23  | —                     | —     |
| MUDr. Jiří Štětina                        | VV             | VV                | BEZPP                 | 449                   | 1,31  | —                     | —     |

### Rok 2018
| Kandidát | Kandidát                              | Volební strana | Navrhující strana | Politická příslušnost | Počet hlasů (1. kolo) | %     | Počet hlasů (2. kolo) | %     |
| -------- | ------------------------------------- | -------------- | ----------------- | --------------------- | --------------------- | ----- | --------------------- | ----- |
|          | brig. gen. v. v. Mgr. Martin Červíček | ODS            | ODS               | ODS                   | 11 656                | 26,49 | 12 480                | 56,46 |
|          | MVDr. Pavel Bělobrádek, Ph.D., MPA    | KDU-ČSL        | KDU-ČSL           | KDU-ČSL               | 11 714                | 26,62 | 9 624                 | 43,53 |
|          | Petr Koleta                           | ANO            | ANO               | ANO                   | 9 885                 | 22,47 | —                     | —     |
|          | Mgr. Soňa Marková                     | KSČM           | KSČM              | KSČM                  | 4 224                 | 9,60  | —                     | —     |
|          | Miroslav Brát                         | ČSSD           | ČSSD              | ČSSD                  | 3 888                 | 8,83  | —                     | —     |
|          | Andrea Pajgerová                      | SPD            | SPD               | SPD                   | 2 621                 | 5,95  | —                     | —     |

### Rok 2024
Ve volbách v roce 2024 senátor Martin Červíček obhajoval svůj mandát za ODS s podporou KDU-ČSL, TOP 09 a hnutí STAN. Jeho vyzyvateli byli starosta města Jaroměř Jan Borůvka z hnutí ANO a ředitel sociální služby Tomáš Magnusek, který kandidoval za hnutí TMS.
| Kandidát | Kandidát                              | Volební strana | Navrhující strana | Politická příslušnost | Počet hlasů (1. kolo) | %     | Počet hlasů (2. kolo) | %     |
| -------- | ------------------------------------- | -------------- | ----------------- | --------------------- | --------------------- | ----- | --------------------- | ----- |
|          | brig. gen. v. v. Mgr. Martin Červíček | ODS            | ODS               | ODS                   | 15 891                | 48,73 | 13 670                | 62,18 |
|          | Bc. Jan Borůvka                       | ANO            | ANO               | ANO                   | 10 045                | 30,80 | 8 313                 | 37,81 |
|          | Tomáš Magnusek                        | TMS            | TMS               | TMS                   | 6 669                 | 20,45 | —                     | —     |

## Volební účast
|  | nejvyšší volební účast |  | nejnižší volební účast |

| Rok  | % (1. kolo) | % (2. kolo) |
| ---- | ----------- | ----------- |
| 1996 | 38,08       | 30,98       |
| 2000 | 35,27       | 20,66       |
| 2006 | 43,17       | 17,42       |
| 2012 | 38,17       | 15,38       |
| 2018 | 46,58       | 22,18       |
| 2024 | 34,55       | 22,41       |